# Lingue orientali bibliche
Le lingue orientali che concernono la Bibbia sono: l'aramaico biblico, l'ebraico e la koinè (il greco ellenistico).
Tutto l'Antico Testamento (AT) è scritto in ebraico, tranne alcune piccole sezioni che sono in aramaico: (Libro di Geremia 10,11; Libro di Daniele 2,4-7,28; Esdra 4,8-6,18; 7,12-26).Oltre ad alcuni libri tramandati dalla versione greca dei LXX, probabilmente scritti prima in aramaico: (Libro di Tobia, Libro di Giuditta, Libro della Sapienza, Siracide, Libro di Baruc, Libri dei Maccabei), ma non presenti nel Tanakh; questi ultimi libri, detti "deuterocanonici" e accolti dal canone cattolico, sono esclusi dal canone ebraico e dalle bibbie protestanti.
Il Nuovo Testamento (NT) è scritto nella koinè, la lingua greca parlata.

## L'ebraico
L'ebraico appartiene alle lingue cananaiche, a loro volta appartenenti al gruppo linguistico «semitico» (A. L. Schloezer), denominato così in base a Genesi 10,21 ss. Le lingue semitiche si dividono in tre tronconi geografici:
1. Semitico orientale (Mesopotamia, attuale Iraq);
2. Semitico nord-occidentale;
3. Semitico meridionale.

### Troncone semitico orientale
Al primo troncone semitico orientale appartiene: 
- Accadico, scritto in cuneiforme, in uso dal 2500 a.C. fino al I secolo DC; poi soppiantato dall'aramaico. Nelle sue due varietà:
  - Babilonese;
  - Assiro.

### Troncone semitico nord-occidentale
Al secondo troncone semitico nord-occidentale appartengono: 
- Eblaita (da Ebla, a circa 70 km a sud di Aleppo, nell'attuale Siria): l'archivio di Ebla conserva le tavolette in cotto risalenti alla seconda metà del III millennio a.C.;
- Amorreo (testimonianze di onomastica del II millennio a.C.);
- Ugaritico: scoperta della biblioteca di Ugarit (Siria) con tavolette del XIV-XIII secolo a.C. in alfabeto ugaritico;
- Cananeo: lettere di Tell-el-Amarna (Egitto) del XIV secolo a.C. (la tredicesima cita il re di Gerusalemme);
- Fenicio: iscrizioni del I millennio a.C. a Biblo, Sidone e Tiro (Siria);
- Punico: Cartagine fino al II secolo DC;
- Ebraico;
- Moabitico (iscrizione del re Mesha dell'850 a.C. in Giordania: cf. 2 Re 3,4[6] ss);
- Ammonitico (Giordania) con qualche iscrizione;
- Aramaico: arriva in Palestina (Terra d'Israele) fin dall'VIII secolo a.C. (2 Re 18,26[7]) e diviene la lingua franca del Vicino Oriente e, successivamente dal VI secolo a.C. è la lingua ufficiale della cancelleria dell'impero persiano; dal III secolo a.C. l'ebraico è progressivamente eliminato dall'uso quotidiano e sostituito con l'aramaico che quindi era la lingua materna di Gesù, degli apostoli e della chiesa primitiva proveniente dal giudaismo.

#### Dialetti dell'aramaico
Dal secolo a.C. l'aramaico si suddivide ancora in due dialetti:
a) Aramaico occidentale che comprende:
- Nabateo di Petra (Giordania): I secolo a.C. - III secolo;
- Palmireno (Palmira): I secolo a.C. - III secolo;
- Giudaico-aramaico (Qumran, Targum e Talmud di Gerusalemme): fino al V secolo;
- Samaritano: fino al IV secolo d.C.;
- Cristiano-palestinese: fino ai secoli V-VIII.

b) Aramaico orientale che comprende: 
- Siriaco (in origine dialetto di Edessa): secoli III-XIII DC;
- Giudaico-babilonese (Talmud babilonese): secoli IV-VI;
- Mandeo: secoli III-VIII d.C.;
- Neo-aramaico orientale (regione di Mosul).

#### Troncone semitico meridionale
Questo gruppo tradizionalmente comprende:
- Dialetti sudarabici antichi (localizzati negli attuali Yemen e Oman Occidentale): Sabeo, Mineo, Qatabanico e Hadramautico, attestazioni epigrafiche dal I millennio a.C.;
- Nordarabico, comprendente l'arabo pre-classico (all'incirca dal V secolo a.C. al IV secolo d.C.) e l'arabo classico (dal IV. secolo d.C., nel VII secolo in questa lingua è scritto i Corano);
- Etiopico antico settentrionale (Geez, I millennio d.C., usata anche come lingua liturgica), dialetti etiopici moderni legati al Geez (tigrino), dialetti etiopici meridionali (p. es. amarico).

## Il greco
Con Alessandro Magno, il greco si diffonde in tutto il Vicino Oriente e sostituisce l'aramaico come lingua delle cancellerie e viene detto lingua «koiné» cioè comune. In questa lingua sono scritti tutti i libri del NT.
Con la separazione dei cristiani dalla sinagoga (fine del I secolo d.C.) il greco diventa sempre più la lingua ufficiale della nuova comunità anche perché questa è costituita prevalentemente da greci. La lingua greca però era conosciuta anche dagli ebrei della diaspora che non parlavano più l'aramaico: ad Alessandria d'Egitto, infatti, è in uso la Bibbia in greco, detta LXX, per gli ebrei di lingua greca.

## Il latino
Durante la dominazione romana anche il latino si diffuse lasciando qualche traccia di sé, anche se superficiale.